# Bitter bakkestjerne
Bitter bakkestjerne (Erigeron acris) er en opretvoksende, to- eller flerårig, urteagtig plante med grålige blomster. Den er typisk for de mest tørre, næringsfattige og lysåbne voksesteder. I Danmark er den ret almindelig.

## Kendetegn
Bitter bakkestjerne er en toårig eller flerårig, urteagtig plante med en stiv, opret vækst. Stænglen er oftest brun eller rødlig (især på lyssiden) og tæt behåret. På den yderste del dannes der flere forgreninger. Bladene er dels grundstillede og dels spredtstillede på stænglen. 
De grundstillede blade er lancetformede til omvendt ægformede med hel eller spredt tandet rand. Stængelbladene er linje- til lancetformede, ligeledes med hel eller spredt tandet rand. Begge bladtyper er behårede eller i hvert fald randhårede med en gråligt græsgrøn overside og en lyst grågrøn underside. Blomstringen foregår i juli-august, hvor man finder blomsterne samlet i endestillede kurve. Randkronerne er lysviolette, mens de få skivekroner er hvidgule med en rød spids. Frugterne er nødder med en håragtig fnok.
Rodsystemet består dels af en lodret, forveddet jordstængel og dels af en spinkel, men dybtgående pælerod og nogle få, forgrenede siderødder. 
Bitter bakkestjerne når en højde på 0,50 m og en bredde på 0,25 m. Den årlige tilvækst er 50 x 25 cm.

## Udbredelse
Bitter bakkestjerne har sin naturlige udbredelse i Nordafrika, Mellemøsten, Kaukasus, Centralasien, Sibirien, russisk fjernøsten, Nordamerika og det meste af Europa. I Danmark er den ret almindelig. Arten foretrækker lysåbne voksesteder med en kalkrig og tør, veldrænet og næringsfattig jord, og derfor ses den herhjemme på sandede marker, skrænter, overdrev og klitter. 
Nordøst for vejen mellem Resenbro og Gødvad ved Silkeborg findes et tørt overdrev. Her vokser arten sammen med bl.a. blåhat, blåmunke, draphavre, engelskgræs, alm. hvene, kattefod, alm. kællingetand, fløjlsgræs, gul rundbælg, gul snerre, harekløver, hedelyng, håret høgeurt, katteskæg, liden fugleklo, liden klokke, markbynke, markfrytle og rød svingel

## Note
1. ↑  Silkeborg Kommune: Naturforholdene langs Resendalvej – en grundig beskrivelse af de vejnære naturtyper på stedet.